# Wikipedia în slovenă
Wikipedia în slovenă (în slovenă Slovenska Wikipedija) este versiunea în limba slovenă a Wikipediei și se află în prezent pe locul 56 în topul Wikipediilor, după numărul de articole. În prezent are aproximativ 182.000 de articole.

## Cronologie
- 14 iulie 2004: pragul de 5.000 de articole
- 7 februarie 2005: pragul de 10.000 de articole
- 17 decembrie 2005: pragul de 20.000 de articole
- 18 iulie 2007: pragul de 50.000 de articole
- 15 august 2010: pragul de 100.000 de articole
- 31 martie 2016: pragul de 150.000 de articole